# Шахторін Ярослав Романович
Ярослав Романович Шахторін (нар. 9 квітня 1998, Нікополь, Україна) — український актор кіно, каскадер.

## Біографія та кар'єра
Ярослав Шахторін народився 9 квітня 1998 року в місті Нікополь Дніпропетровської області.
2015 року вступив до Київського національного університету театру, кіно і телебачення імені І. К. Карпенка-Карого, де почав свій професійний шлях у сфері акторського мистецтва. Під час навчання брав активну участь у театральних постановках.
Одним із найвідоміших його персонажів є Свят зі серіалу «Новенька», де Шахторін грає веселого жартівника з непростою долею. Також зіграв у серіалі «Жіночий лікар. Нове життя» та «Друзі», де виконав одну з головних ролей.

## Фільмографія
Ярослав Шахторін знявся в 14 фільмах та серіалах, на разі продовжує свою кар'єру в Україні.
| Рік        |   | Українська назва          | Оригінальна назва         | Роль              |
| ---------- | - | ------------------------- | ------------------------- | ----------------- |
| 2018       | с | Виходьте без дзвінка      | Виходьте без дзвінка      | Андрій            |
| 2019—2021  | с | Розтин покаже             |                           |                   |
| 2019       | ф | Новенька                  | Новенька                  | Свят              |
| 2019       | ф | Відморожений              | Відморожений (телесеріал) | Антон             |
| 2020       | ф | Встигнути все виправити   |                           |                   |
| 2020       | ф | Акушерка                  |                           |                   |
| 2020       | ф | Шнурочки                  |                           |                   |
| 2020—2022  | с | Виклик                    | Виклик                    | Владислав Макаров |
| 2021       | ф | Прєподи                   | Прєподи                   | студент           |
| 2021       | ф | Люся інтерн               | Люся Інтерн               | Міша Бабенко      |
| 2021       | ф | Одні                      |                           |                   |
| 2022       | с | Ворон та Воробйов         | Ворон та Воробйов         | Воробйов          |
| 2023—т. ч. | с | Жіночий лікар: нове життя |                           |                   |
| 2023       | ф | Ботоферма                 |                           | Ігор              |
| 2024       | ф | Конотопська відьма        |                           | Картавий          |
| 2025       | с | Парочка слідчих           | Парочка слідчих           | Даня              |

## Особисте життя
Одружений з акторкою Таїсією Хвостовою.
На початку повномасштабного російського вторгнення в Україну, Шахторін пережив серйозний інцидент, коли ледь не застрелив сусіда, прийнявши його за російського окупанта. Ця подія сталася у дворі будинку його батька в Гостомелі.

### Захоплення
Опанував фехтування, верхову їзду, висотні стрибки, водіння мотоциклом, народні та бальні танці, гру на гітарі. Прихильник бойових мистецтв, завдяки чому відомий як каскадер.

### Соціальні мережі
- Ярослав Шахторін// Фейсбук

### Відео
- Зірка серіалу «Люся Інтерн» Ярослав Шахторін уперше ексклюзивно про свою наречену | Зірковий шлях// Зірковий-Ютюб, Процитовано 6 жовтня 2024